# Ficus dimorpha
Ficus dimorpha är en mullbärsväxtart som beskrevs av George King. Ficus dimorpha ingår i släktet fikonsläktet, och familjen mullbärsväxter. Inga underarter finns listade i Catalogue of Life.